# Peter Schiffauer

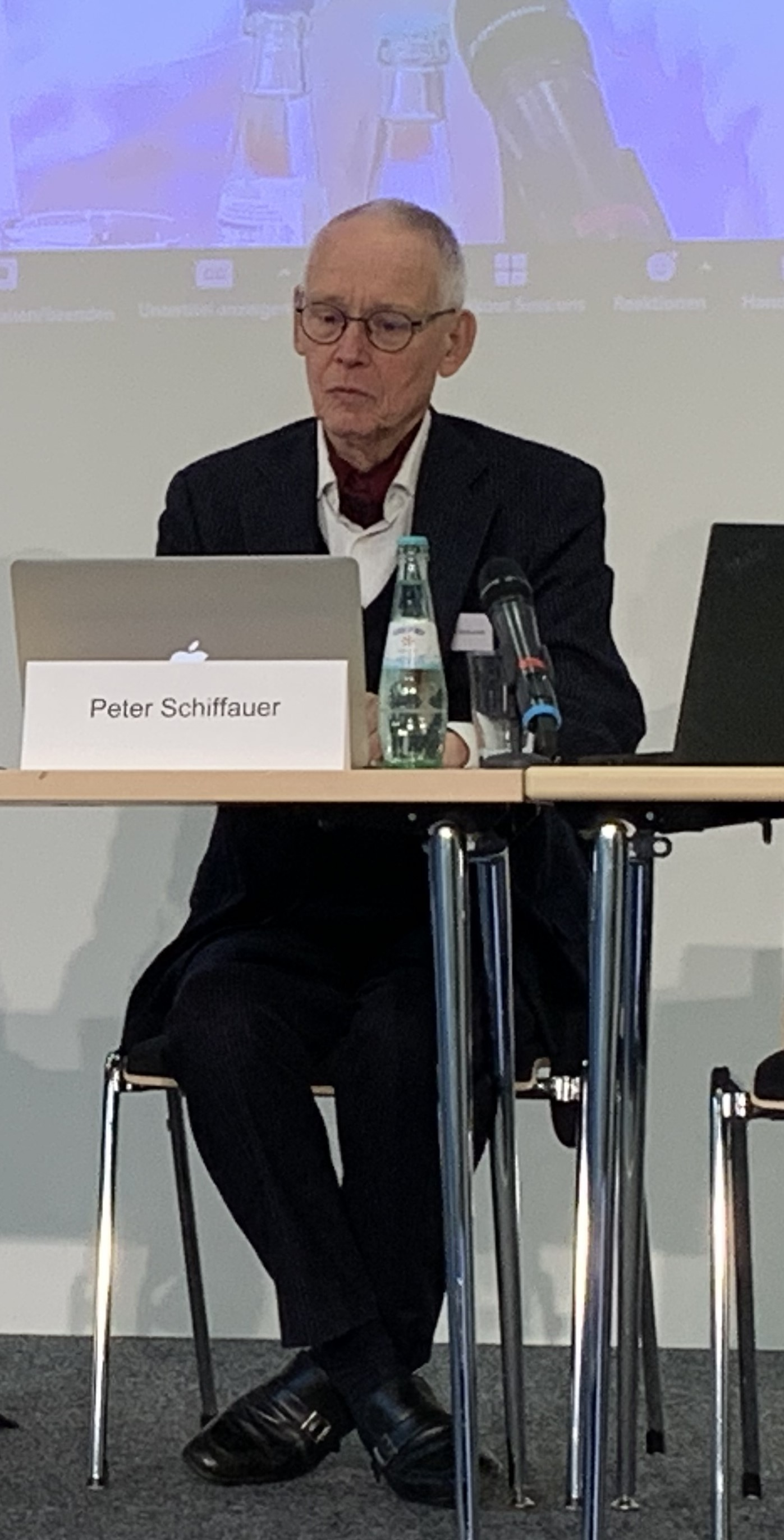
Peter Schiffauer (2023)

Peter Schiffauer (* 25. Oktober 1948 in Schweinfurt) ist ein deutscher Jurist.

## Beruflicher Werdegang
Dem Besuch von Volksschule und Gymnasium in Schweinfurt folgte in den Jahren von 1967 bis 1978 ein Hochschulstudium der Rechts- und Wirtschaftswissenschaften sowie Philosophie an den Universitäten Würzburg, Tübingen und München, das er 1973 mit dem Ersten Juristischen Staatsexamen abschloss. 1975 folgte das Zweite Juristische Staatsexamen und 1978 die Promotion zum Dr. Jur. an der Universität München.
Von 1977 bis 1978 absolvierte Schiffauer ein Forschungsstudium am Europäischen Hochschulinstitut in Florenz und war 1978/79 als Referent in der Europarechtsabteilung des deutschen Wirtschaftsministeriums in Bonn tätig. Danach arbeitete er 1980/81 als Juristischer Übersetzer beim Europäischen Gerichtshof in Luxemburg. Von 1981 bis 1992 war er als Verwaltungsrat, ab 1993 als Hauptverwaltungsrat beim Europäischen Parlament und im Sekretariat des Verkehrsausschusses, ab 1998 im Sekretariat des Institutionellen Ausschusses und in der Generaldirektion Studien in Luxemburg tätig. Von 1999 bis 2004 arbeitete Schiffauer als Abteilungsleiter und Leiter des Sekretariats des Rechtsausschusses und von 2004 bis 2014 als Referatsleiter und Leiter des Sekretariats des Ausschusses für konstitutionelle Fragen beim Europäischen Parlament in Brüssel.
Seit 1995 wirkte Schiffauer an der Fernuniversität in Hagen im Institut für Parteienrecht (bis 2002) und im Institut für Europäische Verfassungswissenschaften (seit 2003) sowie als Lehrbeauftragter an der Rechtswissenschaftlichen Fakultät. Seit 2006 ist er Honorarprofessor an der Rechtswissenschaftlichen Fakultät der Fernuniversität in Hagen und Vorstandsmitglied (seit 2017 stellvertretender Vorsitzender) des Dimitris-Tsatsos-Instituts für Europäische Verfassungswissenschaften.
Schiffauer ist verheiratet und lebt seit 2014 in Breslau.

## Schriften (Auswahl)
- Wortbedeutung und Rechtserkenntnis. Entwickelt an Hand einer Studie zum Verhältnis von verfassungskonformer Auslegung und Analogie, Duncker & Humblot, Berlin 1979 (= Schriften zur Rechtstheorie, Bd. 85), ISBN 978-3-428-04440-5.
- (Hrsg. zusammen mit Andreas Haratsch: Grundrechtsschutz in der Europäischen Union – zwei Vorträge im Rahmen eines internationalen Seminars an der Doshisha Universität Kyoto, BWV, Berliner Wissenschafts-Verlag, Berlin 2007 (= Veröffentlichungen des Dimitris-Tsatsos-Instituts für Europäische Verfassungswissenschaften, Bd. 3), ISBN 978-3-8305-1468-8.
- (Hrsg. zusammen mit Krzysztof Łobos): Beiträge zu den Wurzeln der europäischen Integration. Ertrag einer deutsch-polnischen Diskussion ein Jahrzehnt nach der Osterweiterung der Europäischen Union, BWV, Berliner Wissenschafts-Verlag, Berlin 2016 (= Veröffentlichungen des Dimitris-Tsatsos-Instituts für Europäische Verfassungswissenschaften, Bd. 18), ISBN 978-3-8305-3666-6.
- (Hrsg. zusammen mit Krzysztof Łobos): Between Crisis and Innovation. European Policies through National and Transnational Perspectives, CeDeWu, Warszawa 2016, ISBN 978-83-7556-792-2.
- (Hrsg.): A Single Model of Governance or Tailored Responses? Historical, Economic and Legal Aspects of European Governance in the Crisis. Patentrezept oder Antworten nach Maß? Historische, ökonomische und juristische Aspekte Europäischer Governance in der Krise. Erträge des Symposions des Dimitris-Tsatsos-Instituts für Europäische Verfassungswissenschaften an der FernUniversität in Hagen am 24. und 25. November 2016, BWV, Berliner Wissenschafts-Verlag, Berlin 2018 (= Veröffentlichungen des Dimitris-Tsatsos-Instituts für Europäische Verfassungswissenschaften, Bd. 19), ISBN 978-3-8305-3836-3.
- (Hrsg.): Europa bedroht von innen und von außen? Erträge des Symposions des Dimitris-Tsatsos-Instituts für Europäische Verfassungswissenschaften am 14. und 15. Juni 2019 an der FernUniversität in Hagen, BWV, Berliner Wissenschafts-Verlag, Berlin 2020 (= Veröffentlichungen des Dimitris-Tsatsos-Instituts für Europäische Verfassungswissenschaften, Bd. 21), ISBN 978-3-8305-5043-3.
- mit Ewald Grothe: Gesellschaftliche Voraussetzungen demokratischer Verfassungen. Berliner Wissenschafts-Verlag, Stuttgart 2024 (= Veröffentlichungen des Dimitris-Tsatsos-Instituts für Europäische Verfassungswissenschaften, Bd. 23), ISBN 978-3-8305-5578-0.